# Silikon delta
Silikon delta je tretji album slovenske rock skupine Siddharta in njihov prvi (ter zaenkrat tudi zadnji) remix album, izdan leta 2002. Pesmi na albumu so prispevali DJ Umek, Laibach, Valentino Kanzyani in drugi. Pesem »Autumn Sun« se prvič pojavi na tem albumu.

## Seznam pesmi
Avtorske pravice so navedene pri izvirnikih.
| Št.             | Naslov                                     | Izvajalec                  | Dolžina |
| --------------- | ------------------------------------------ | -------------------------- | ------- |
| 1.              | „B Mashina - Laibach RMX‟                  | Laibach                    | 4:06    |
| 2.              | „Stipe - BASTards mix‟                     | BASTards                   | 5:21    |
| 3.              | „Klinik - Godgarden RMX‟                   | Godgarden                  | 4:31    |
| 4.              | „01 (BTN re-a-mix) feat. Kristina Milićev‟ | BTN feat. Kristina Milićev | 6:01    |
| 5.              | „Apokalipsa - full bass mix 1#‟            | Siddharta                  | 3:52    |
| 6.              | „Eboran - rlRMX‟                           | Siddharta                  | 4:17    |
| 7.              | „Pot v X - Pot v Mix (T3S rmx)‟            | T3S                        | 5:22    |
| 8.              | „Orion Lady - iTurk ol-skul D&D rmx‟       | Iztok Turk (kot iTurk)     | 4:58    |
| 9.              | „Platina - 9th RMX‟                        | Siddharta                  | 4:48    |
| 10.             | „Na soncu - Viagra 6 RMX‟                  | Viagra 6                   | 4:26    |
| 11.             | „Stipe - SHERMAN 2 RMX‟                    | Sherman 2                  | 3:24    |
| 12.             | „Samo Edini - Odins eye RMX‟               | Odins eye                  | 5:35    |
| 13.             | „B Mashina - V. Kanzyani DNB RMX‟          | Valentino Kanzyani         | 7:18    |
| 14.             | „Pot v X - Loki RMX‟                       | Loki                       | 4:34    |
| 15.             | „Klinik - Umek tehnika mix‟                | DJ Umek                    | 3:27    |
| 16.             | „Autumn Sun - SILIKON RMX‟                 | Siddharta                  | 4:14    |
| Skupna dolžina: | Skupna dolžina:                            | Skupna dolžina:            | 77:46   |